# Bidhya Devi Bhandari
Bidhya Devi Bhandari (tiếng Nepal: विद्यादेवी भण्डारी; sinh ngày 19 tháng 6 năm 1961) là chính trị gia Nepal, giữ chức Tổng thống Nepal và là người phụ nữ đầu tiên giữ chức vụ này. Bà được bầu làm Tổng thống trong cuộc bầu cử quốc hội sau khi nhận được 327 phiếu trên 549 phiếu, đánh bại Kul Bahadur Gurung. Trước đó, bà đã từng là Bộ trưởng Quốc phòng của chính phủ Nepal.